# Michael J. Vickers
Michael John Vickers (* 17. Februar 1943 in Manchester) ist ein britischer Klassischer Archäologe.
Michael Vickers studierte am University College of North Wales in Bangor und erlangte dort 1964 den Grad eines B.A. Im darauffolgenden Jahr machte er sein Diplom in Klassischer Archäologie am Corpus Christi College der Universität Cambridge. Im Anschluss war er von 1966 bis 1969 Wissenschaftlicher Mitarbeiter (Assistant Lecturer) am University College Dublin. Während dieser Zeit war er zugleich Student an der British School at Athens.
Nach dem Studium an der British School war er 1969/70 Lecturer in Bengasi, bevor er nach Oxford kam und dort von 1971 bis 1988 zunächst stellvertretender Kurator (englisch Assistant Keeper) und von 1988 bis 2010 Senior Assistant Keeper in der Antikenabteilung des Ashmolean Museum war. Als Gastdozent war er in diesen Jahren unter anderem an der University of Texas at Austin (1979/80) und am Eton College (1987).
Von 1996 bis 2010 war Vickers Senior Research Fellow für Klassische Altertumswissenschaft am Jesus College der Universität Oxford.
Ab 1996 war er Reader für Archäologie, ab 2002 Professor für Archäologie in Oxford. Gastprofessuren führten ihn an die Universität Catania (2002) und an die University of Colorado Boulder (2003, 2013). Außerdem hielt Vickers die Kress Lectures des Jahres 2002/2003 am Archaeological Institute of America. 2010 wurde er emeritiert.
1966 führte er einen Survey in Diokaisareia (Uzuncaburç) in Kilikien durch. 1967 bis 1969 nahm er unter Martin Harrison an den Grabungen an der Polyeuktoskirche in Istanbul teil. Von 1967 bis 1973 arbeitete er an den antiken und frühbyzantinischen Denkmälern von Thessaloniki. 1974 war er an der Ausgrabung des römischen Circus in Leptis Magna beteiligt.  1998 bis 2010 leitete er mit Amiran Kakhidze die britisch-georgische Ausgrabung in der Siedlung und der Nekropole von Pichvnari an der Schwarzmeerküste Georgiens.

## Mitgliedschaften und Auszeichnungen
- 1978 Korrespondierendes Mitglied des Deutschen Archäologischen Instituts
- 1978 Fellow der Society of Antiquaries of London
- 1993 Fellow der Royal Society of Arts
- 2008 Ehrendoktor der Staatlichen Schota-Rustaweli-Universität in Batumi, Georgien
- 2009 Korrespondierendes Mitglied des Archaeological Institute of America

## Veröffentlichungen (Auswahl)
- Greek Vases. Ashmolean Museum, Oxford 1978, ISBN 0-900090-56-1.
- Scythian Treasures in Oxford. Ashmolean Museum, Oxford 1979, ISBN 0-900090-61-8.
- als Herausgeber: Pots and Pans. A Colloquium on Precious Metal and Ceramics in the Muslim, Chinese and Greco-Roman Worlds, Oxford 1985 (= Oxford Studies in Islamic Art. 3). Oxford University Press, Oxford 1986, ISBN 0-19-728005-6.
- mit David Gill: Artful Crafts. Ancient Greek Silverware and Pottery. Clarendon Press, Oxford 1994, ISBN 0-19-813226-3.
- Pericles on stage. Political Comedy in Aristophanes’ Early Plays. University of Texas Press, Austin TX 1997, ISBN 0-292-78727-8.
- Images on Textiles. The Weave of Fifth-Century Athenian Art and Society (= Xenia. Konstanzer althistorische Vorträge und Forschungen. 42). Universitäts-Verlag Konstanz, Konstanz 1999, ISBN 3-87940-616-2.
- Skeuomorphismus oder die Kunst, aus wenig viel zu machen (= Trierer Winckelmannsprogramme. H. 16). von Zabern, Mainz 1999, ISBN 3-8053-2637-8.
- Scythian and Thracian antiquities in Oxford. Ashmolean Museum, Oxford 2002, ISBN 1-85444-181-7.
- The Arundel and Pomfret marbles in Oxford. Ashmolean Museum, Oxford 2006, ISBN 1-85444-207-4.
- Sophocles and Alcibiades. Athenian Politics in Ancient Greek Literature. Acumen Publishing, Stocksfield 2008, ISBN 978-1-84465-123-8.
- Aristophanes and Alcibiades. Echoes of Contemporary History in Athenian Comedy. de Gruyter, Berlin u. a. 2015, ISBN 978-3-11-043753-9.